# Mailly-Maillet
Mailly-Maillet és un municipi francès situat al departament del Somme i a la regió dels Alts de França. L'any 2007 tenia 602 habitants.

## Demografia

### Població
El 2007 la població de fet de Mailly-Maillet era de 602 persones. Hi havia 240 famílies de les quals 72 eren unipersonals (32 homes vivint sols i 40 dones vivint soles), 60 parelles sense fills, 92 parelles amb fills i 16 famílies monoparentals amb fills.
La població ha evolucionat segons el següent gràfic:
Habitants censats

### Habitatges
El 2007 hi havia 261 habitatges, 243 eren l'habitatge principal de la família, 10 eren segones residències i 8 estaven desocupats. Tots els 260 habitatges eren cases. Dels 243 habitatges principals, 213 estaven ocupats pels seus propietaris, 24 estaven llogats i ocupats pels llogaters i 6 estaven cedits a títol gratuït; 1 tenia una cambra, 7 en tenien dues, 25 en tenien tres, 62 en tenien quatre i 148 en tenien cinc o més. 165 habitatges disposaven pel capbaix d'una plaça de pàrquing. A 101 habitatges hi havia un automòbil i a 104 n'hi havia dos o més.

### Piràmide de població
La piràmide de població per edats i sexe el 2009 era:
| Homes | Edats   | Dones |
| ----- | ------- | ----- |
| 0     | 95 o +  | 0     |
| 0     | 90 a 94 | 0     |
| 0     | 85 a 89 | 4     |
| 8     | 80 a 84 | 0     |
| 12    | 75 a 79 | 4     |
| 12    | 70 a 74 | 40    |
| 20    | 65 a 69 | 28    |
| 8     | 60 a 64 | 12    |
| 16    | 55 a 59 | 4     |
| 12    | 50 a 54 | 20    |
| 16    | 45 a 49 | 8     |
| 44    | 40 a 44 | 36    |
| 28    | 35 a 39 | 24    |
| 20    | 30 a 34 | 20    |
| 16    | 25 a 29 | 16    |
| 4     | 20 a 24 | 8     |
| 24    | 15 a 19 | 24    |
| 32    | 10 a 14 | 20    |
| 32    | 5 a 9   | 12    |
| 8     | 0 a 4   | 8     |

## Economia

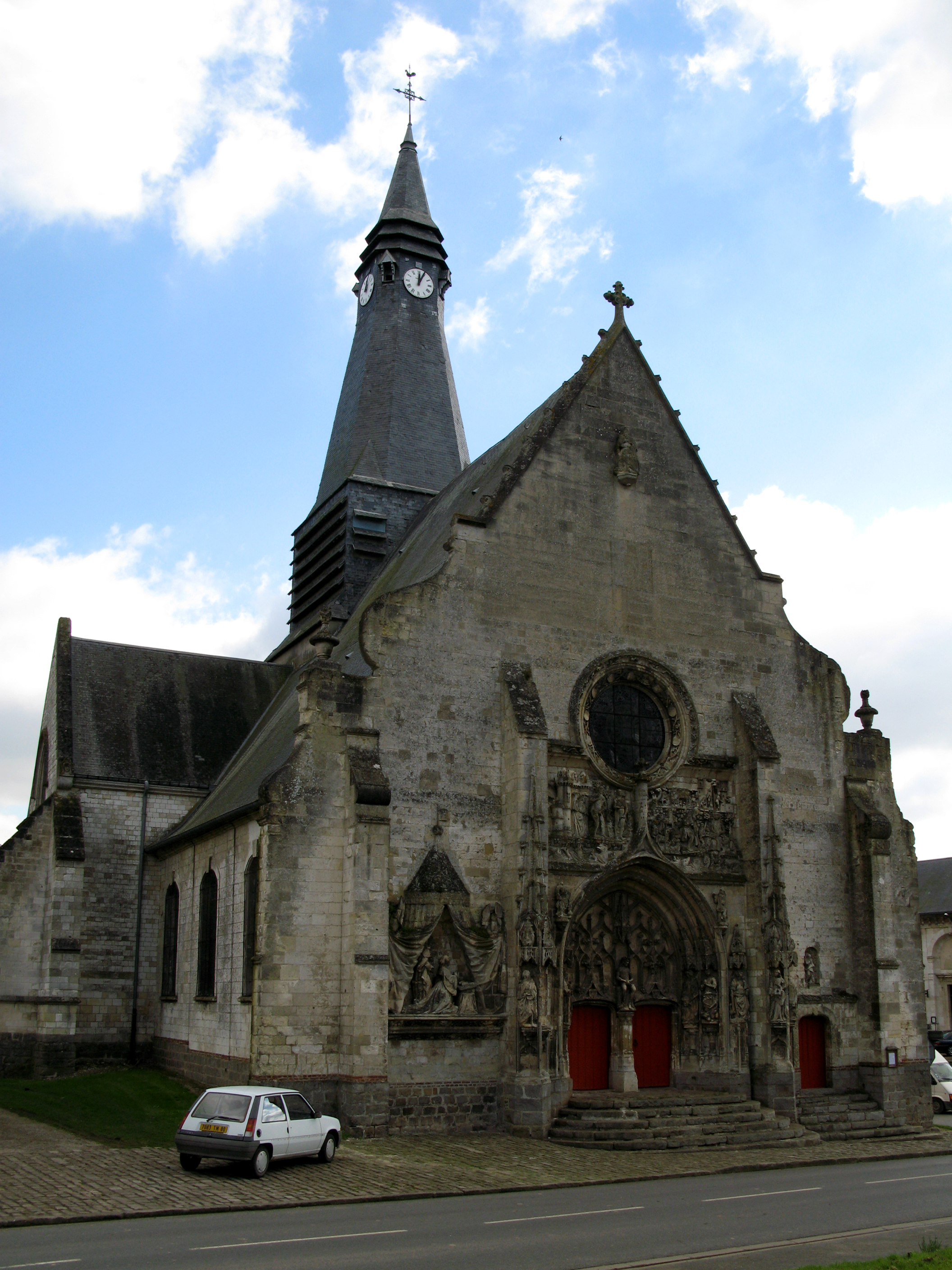
Església

El 2007 la població en edat de treballar era de 375 persones, 277 eren actives i 98 eren inactives. De les 277 persones actives 256 estaven ocupades (147 homes i 109 dones) i 21 estaven aturades (12 homes i 9 dones). De les 98 persones inactives 31 estaven jubilades, 26 estaven estudiant i 41 estaven classificades com a «altres inactius».

### Ingressos
El 2009 a Mailly-Maillet hi havia 255 unitats fiscals que integraven 625,5 persones, la mediana anual d'ingressos fiscals per persona era de 15.345 €.

### Activitats econòmiques
Dels 21 establiments que hi havia el 2007, 1 era d'una empresa alimentària, 1 d'una empresa de fabricació d'altres productes industrials, 4 d'empreses de construcció, 6 d'empreses de comerç i reparació d'automòbils, 2 d'empreses de transport, 1 d'una empresa d'hostatgeria i restauració, 2 d'empreses de serveis, 3 d'entitats de l'administració pública i 1 d'una empresa classificada com a «altres activitats de serveis».
Dels 8 establiments de servei als particulars que hi havia el 2009, 1 era una oficina de correu, 1 taller de reparació d'automòbils i de material agrícola, 1 paleta, 2 lampisteries, 1 perruqueria, 1 veterinari i 1 restaurant.
Dels 2 establiments comercials que hi havia el 2009, 1 era una botiga de menys de 120 m² i 1 una fleca.
L'any 2000 a Mailly-Maillet hi havia 11 explotacions agrícoles que ocupaven un total de 488 hectàrees.

## Equipaments sanitaris i escolars

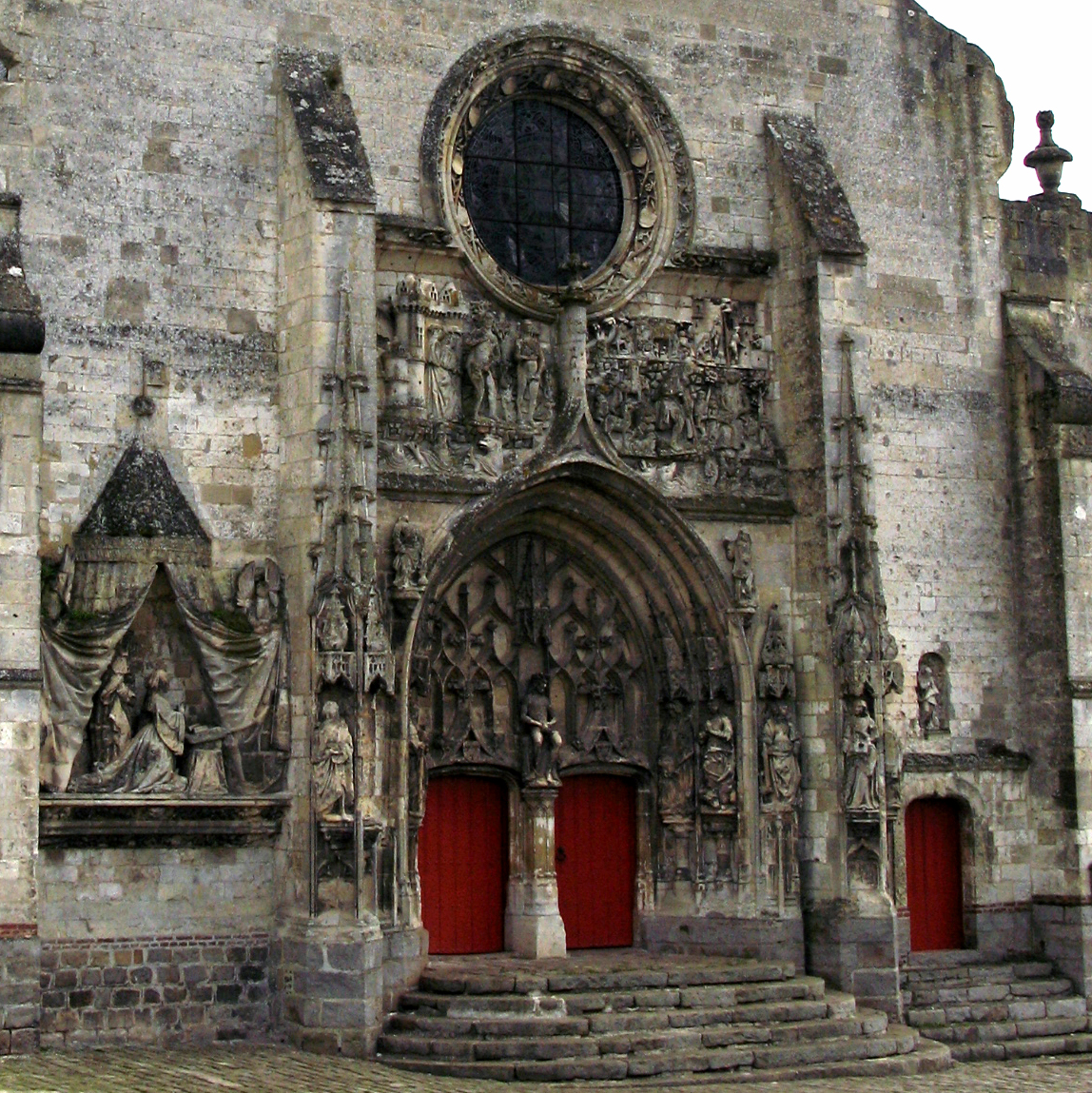

L'únic equipament sanitari que hi havia el 2009 era una farmàcia.
El 2009 hi havia una escola elemental.

## Poblacions més properes
El següent diagrama mostra les poblacions més properes.